# Júlio César de Paula Muniz Júnior
Júlio César de Paula Muniz Júnior, meglio noto come Júlio César (Itaguaí, 4 gennaio 1988), è un ex calciatore brasiliano, di ruolo centrocampista.

## Carriera

### Club
Ha giocato nella seconda divisione brasiliana e nella massima serie israeliana.